# Complejo industrial-animal

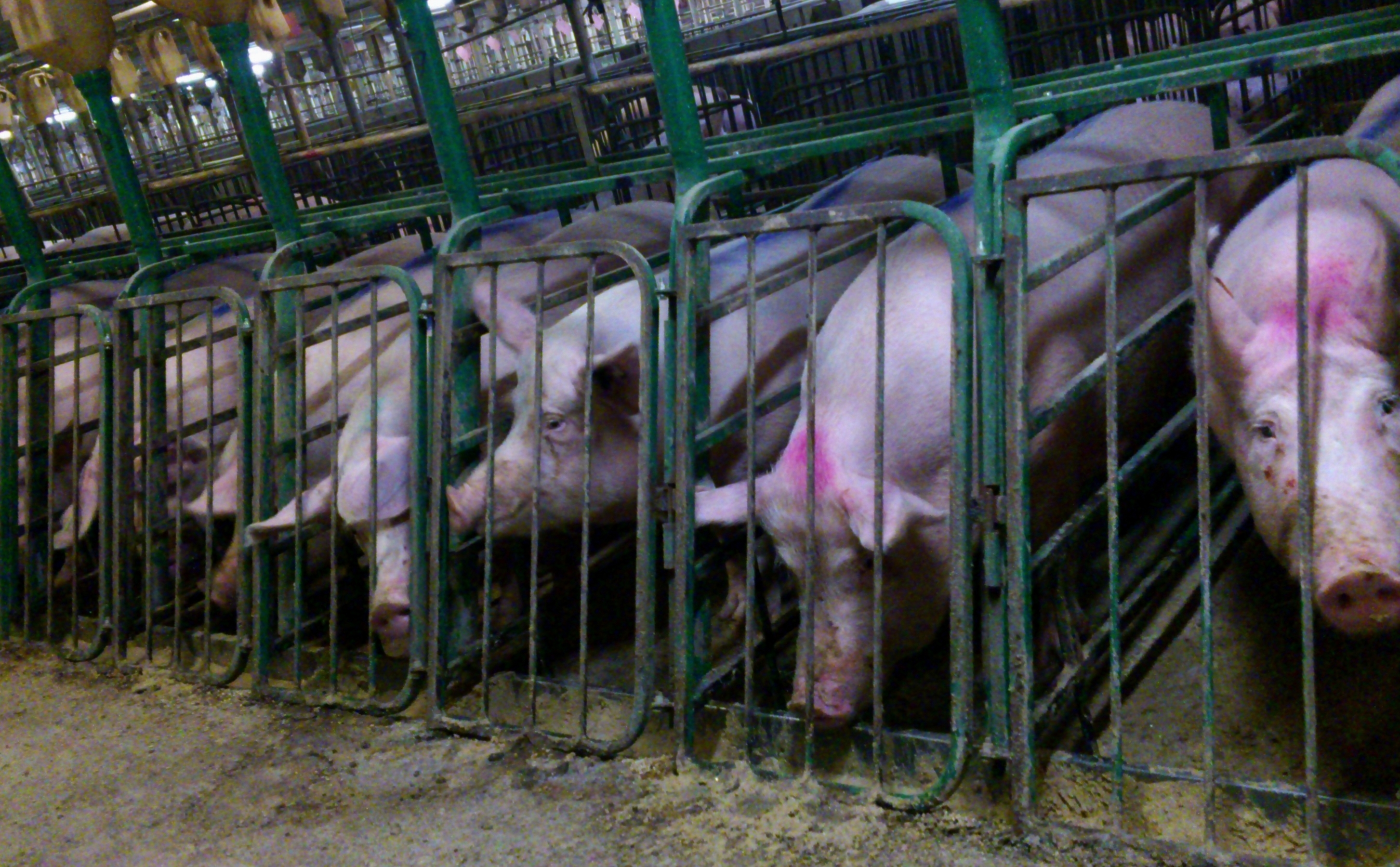
Cerdos confinados en jaulas de gestación, parte del complejo industrial-animal. Según Noske, los animales "se han reducido a simples apéndices de computadoras y máquinas."

El complejo industrial-animal (CIA) es un concepto utilizado por activistas y académicos para describir lo que sostienen que es la explotación sistemática e institucionalizada de los animales. Incluye todas las actividades humanas relacionadas con los animales, principalmente económicas, como la industria alimentaria (por ejemplo, la carne, los productos lácteos, las aves de corral, la apicultura), la investigación animal (por ejemplo, la académica, la industrial, los animales enviados al espacio), la religiosa (por ejemplo, los animales para sacrificio, los animales mantenidos en cautiverio en los templos), la medicina (por ejemplo, la medicina tradicional), bilis y otros productos animales), ropa (por ejemplo, cuero, seda, lana, pieles), mano de obra y transporte (por ejemplo, animales de trabajo, granjas, animales de guerra, animales de control remoto), moda, cosméticos, turismo y entretenimiento (por ejemplo, circo, zoológicos, deportes de sangre, caza, animales mantenidos en cautiverio), cría selectiva (por ejemplo, industria de mascotas), y así sucesivamente. El CIA se diferencia totalmente de los actos individuales de crueldad contra los animales en que es una explotación animal institucionalizada. Es uno de los temas principales de los estudios críticos sobre los animales. 

## Definiciones
El término complejo industrial-animal fue acuñado por la filósofa y antropóloga cultural holandesa Barbara Noske en su libro Humans and Other Animals de 1989, diciendo que los animales "se han reducido a simples apéndices de computadoras y máquinas."  El término relaciona las prácticas, las organizaciones y la industria en general que convierte a los animales en alimentos y otros productos para el complejo industrial-militar.  Richard Twine más tarde refinó el concepto, considerándolo como el "conjunto parcialmente opaco y múltiple de redes y relaciones entre el sector corporativo (agrícola), los gobiernos y la ciencia pública y privada. Con dimensiones económicas, culturales, sociales y afectivas. abarca una amplia gama de prácticas, tecnologías, imágenes, identidades y mercados ".

## Origen del complejo
El origen del complejo industrial animal se remonta a la antigüedad, cuando los humanos comenzaron a domesticar animales. Sin embargo, sólo a partir de 1945 el complejo industrial animal comenzó a crecer significativamente. Según Kim Stallwood, el complejo industrial animal es "parte integrante del orden neoliberal y transnacional de creciente privatización y menor intervención gubernamental, que favorece a las empresas transnacionales y al capital mundial". Según Sorenson, dos hitos marcan el cambio en las actitudes humanas hacia los animales que potenció el complejo industrial animal, a saber, Chicago y sus corrales y mataderos a partir de 1865 y los desarrollos posteriores a la Segunda Guerra Mundial, como las granjas industriales intensivas, la pesca industrial y los xenotrasplantes. La novela de Upton Sinclair de 1906, La jungla, describe explícitamente el maltrato de los animales durante su vida hasta que terminan en el matadero. Eternal Treblinka de Charles Patterson explica cómo el descuartizamiento de animales en los mataderos inspiró a Henry Ford a ensamblar coches en las fábricas, y cómo influyó aún más en el Tercer Reich en la Alemania nazi al construir campos de concentración y cámaras de gas. 

## Propiedades del complejo
El complejo industrial animal cría animales por miles de millones con el fin de elaborar productos y servicios para el consumo humano. Todos estos animales se consideran propiedad legal del complejo industrial animal. Se dice que el complejo industrial animal ha transformado la ya confusa relación entre los animales humanos y no humanos, aumentando significativamente el consumo y amenazando la supervivencia humana. La naturaleza omnipresente del complejo industrial animal es tal que evade la atención.

## Citas
1. ↑  Sorenson, 2014,, p. 299.
2. ↑  Noske, 1989,, p. 20.
3. ↑  Sorenson, 2014,, p. xii, 298.
4. ↑  Twine, 2012,, p. 23.
5. ↑  Sinclair, 1906,.
6. ↑  Sorenson, 2014,, p. 299.

## Otras lecturas
- The rise of Critical Animal Studies. From the Margins to the Centre, Nik Taylor, Richard Twine [eds.], 2014
- Defining Critical Animal Studies: An Intersectional Social Justice Approach for Liberation, Anthony J. Nocella II, John Sorenson, Kim Socha, and Atsuko Matsuoka [eds.], Institute for Critical Animal Studies, 2014. ISBN 978-1-4331-2136-4. ISSN 1058-1634
- Animals as Biotechnology. Ethics, Sustainability and Critical Animal Studies, Richard Twine, 2010
- Critical Animal Studies: Thinking the Unthinkable, John Sorenson (Ed.) (2014). Toronto, Ontario, Canadá: Canadian Scholars' Press. 345 pages. ISBN 978-1-55130-563-9
- Critical Animal Studies: Towards Trans-species Social Justice, Atsuko Matsuoka and John Sorenson (Eds.) (2018). (Rowman and Littlefield International—Intersections series). London: Rowman & Littlefield International. 374 pages. ISBN 978-1-78660-647-1
- Critical Animal Studies: An Introduction, Dawne McCance. (2013). Albany, NY: SUNY Press. 202 pages. ISBN 978-1-43844-534-2

- Datos: Q60788508